# Corbu (Constanța)
Corbu is een Roemeense gemeente in het district Constanța.
Corbu telt 5781 inwoners.